# Gułtowy

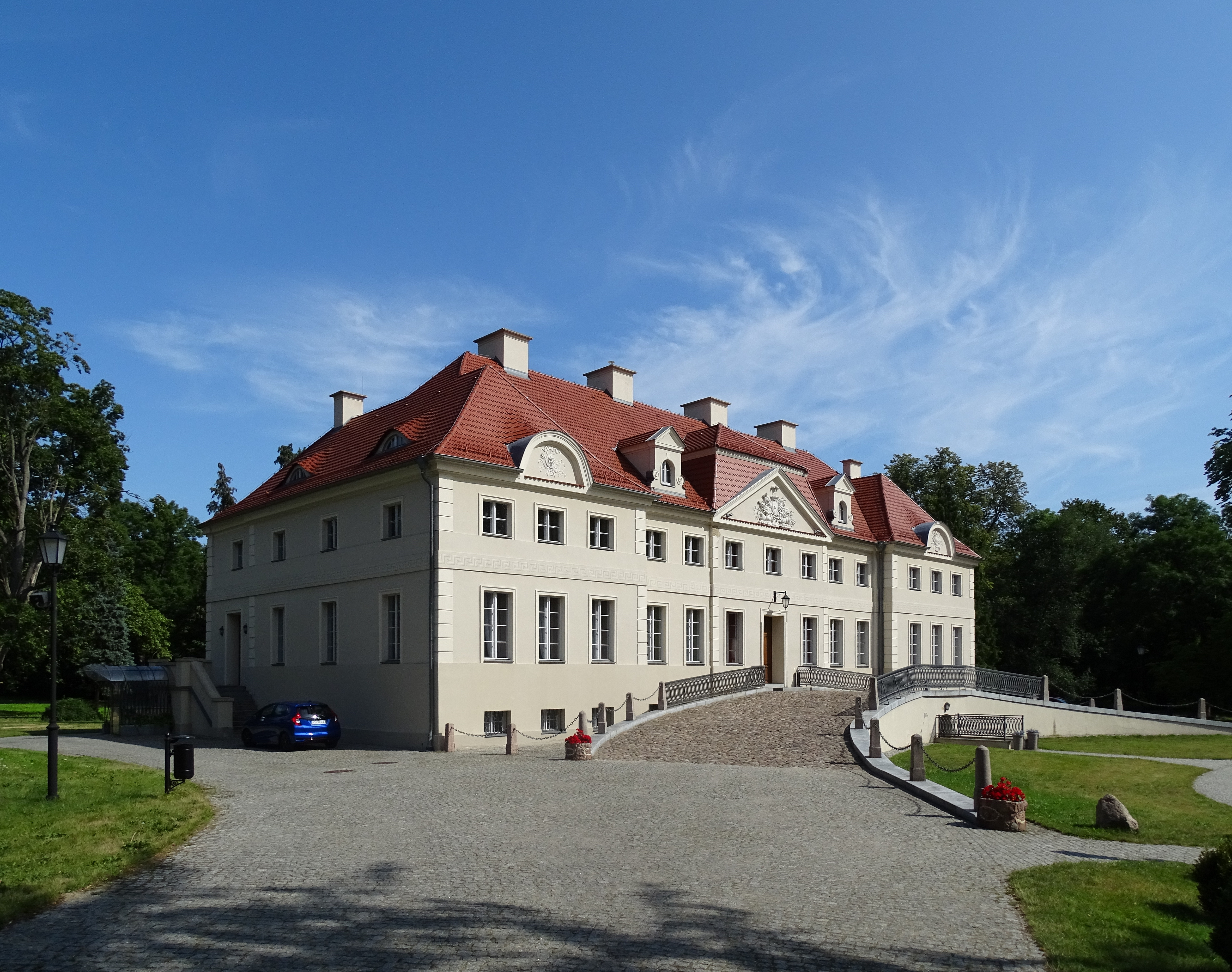
Het paleis is gebouwd in 1780-1786.

Gułtowy is een dorp in de Poolse woiwodschap Groot-Polen. De plaats maakt deel uit van de gemeente Kostrzyn en telt 990 inwoners.

## Verkeer en vervoer
- Station Gułtowy